# Ondřej Bačo
Ondřej Bačo (ur. 25 marca 1996 w Brumov-Bylnice) – czeski piłkarz grający na pozycji środkowego obrońcy w izraelskim klubie Hapoel Jerozolima. Były, młodzieżowy reprezentant Czech.